# Wadersloh
Wadersloh is een plaats en gemeente in de Duitse deelstaat Noordrijn-Westfalen, gelegen in de Kreis Warendorf. De gemeente Wadersloh telt 12.556 inwoners (31 december 2020) op een oppervlakte van 117,03 km².

## Indeling van de gemeente

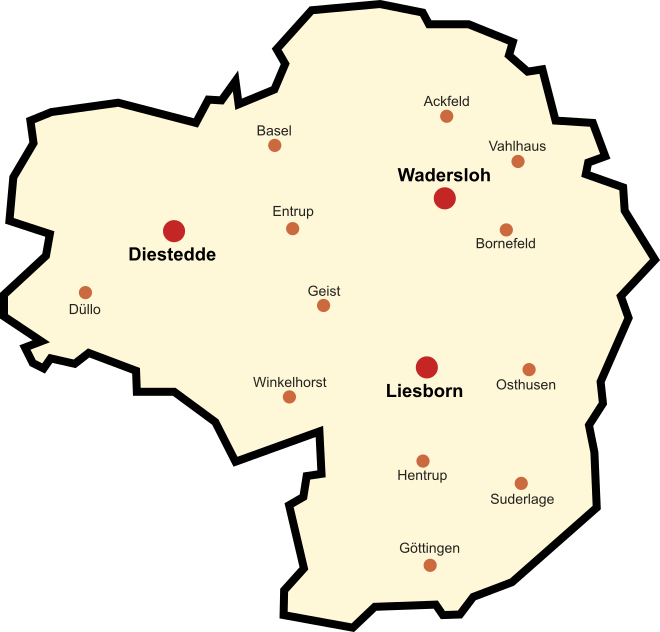
Dorpen (rood) en gehuchten (oranje) gemeente Wadersloh
Wapen van de voormalige gemeente Liesborn

De gemeente Wadersloh bestaat uit drie Ortsteile, die tot de gemeentelijke herindeling van begin 1975 zelfstandige gemeentes waren:
- Wadersloh
- Liesborn (in dec. 2017 3.720 inwoners), 3 km ten zuiden van Wadersloh
- Diestedde (in dec. 2017 2.372 inwoners), 6 km ten westen van Wadersloh.

Alle drie deze dorpen worden omgeven door een aantal Bauerschaften (gehuchten of groepen verspreid staande boerderijen). Zie het kaartje.
Het direct tegen Liesborn aan liggende kuuroord Bad Waldliesborn behoort tot de buurgemeente Lippstadt.

## Geografie, infrastructuur

### Omliggende plaatsen
- Beckum, 10 km ten westen van Diestedde
- Stromberg, 9 km ten noorden van Wadersloh
- Langenberg, 9 km ten oost-noordoosten van Wadersloh; van daar is het 6 km  noordwaarts rijden naar Rheda- Wiedenbrück
- Lippstadt, stadsdeel Cappel, 4 km ten oost-zuidoosten van Liesborn; van daar is het 5 km zuidoostwaarts rijden naar het centrum van Lippstadt
- Herzfeld, gemeente Lippetal, 9 km ten zuiden van  Wadersloh.

### Verkeer
De gemeente ligt in het zuidoosten van de Kreis Warendorf en grenst in het oosten aan de beek met de naam Glenne en in het zuiden aan de Lippe, waar de Glenne in uitmondt. De gemeente wordt doorsneden door talrijke andere beken, die in de Glenne of de Lippe uitmonden. Geen van deze wateren is  van belang voor de scheepvaart. Alleen op de Lippe kunnen kleine plezierboten varen.
De belangrijkste verkeersweg in de gemeente is de van west naar oost lopende Bundesstraße 58 van Beckum naar de Bundesstraße 55 enkele kilometers ten noorden van Lippstadt. Negen kilometer ten noorden van Wadersloh ligt het bedevaartsoord Stromberg, dat weer 3 kilometer van afrit 22 van de Autobahn A2 vandaan ligt.
Door de gemeente loopt een kleine goederenspoorlijn van Beckum naar Lippstadt. Van 1898 tot 1975 reden ook passagierstreinen over dit lijntje.
Openbaar vervoer is beperkt tot lijnbussen naar Beckum en Lippstadt v.v.; deze bussen rijden van maandag t/m zaterdag overdag eenmaal per uur, en op zondag tweemaal per middag.

## Economie
In 1945 vestigde zich de firma Gloria te Wadersloh, die brandblussers produceert en wereldwijd verhandelt. Sedert 2007 is alleen het hoofdkantoor van dit bedrijf nog te Wadersloh gevestigd.
Van meer dan plaatselijk belang zijn nog een betonfabriek alsmede een filiaal van een fabriek te Rheda-Wiedenbrück, waar houten en kunststof materialen worden gemaakt, die op binnenmuren en vloeren kunnen worden aangebracht.
Het klooster te Liesborn met zijn museum trekt een toenemend aantal in kunst en cultuur geïnteresseerde toeristen aan.

## Geschiedenis

### Klooster Liesborn
In 815 werd het Klooster Liesborn als vrouwensticht gesticht en in 1121 door oorlogsgeweld verwoest. In 1131 werd het sticht, waarvan de bewoonsters wegens een te werelds leven waren verdreven,  omgezet in een monnikenklooster van de benedictijnen. In de eeuwen daarop werd het complex opnieuw enige malen door brand verwoest, terwijl het ook enige malen in opspraak raakte door een te werelds leven van en ongeoorloofde handelingen door de broeders. In 1464/1465 trad het klooster toe tot de door de Broeders van het Gemene Leven geïnspireerde Congregatie van Bursfelde.
In deze periode werd de kloosterkerk vernieuwd en uitgerust met een kostbaar, in 1465 ingewijd altaarstuk, dat aan de schilder Johann von Soest wordt toegeschreven, en dat als een van de belangrijkste werken van schilderkunst uit de 15e eeuw in geheel Duitsland geldt.
Daarna volgde tot aan de Reformatie een korte bloeiperiode. Er volgde vanaf de 16e eeuw weer een periode van verval en van financiële problemen door een te weelderig leven van diverse abten. In de Dertigjarige Oorlog (1618-1648) ging het klooster geheel ten onder.  Na 1648 trad opnieuw, zowel economisch als moreel herstel in. In 1735 kwam een nieuwbouw van de kloostergebouwen gereed, naar bouwplannen van de barokarchitect Michael Spanner, die ook elders in de regio klooster- en kasteelgebouwen ontwierp. In 1803 werd het klooster, zoals al deze instellingen in Pruisen, geseculariseerd. Een gedeelte van het klooster werd in deze tijd gesloopt, en het kostbare altaarstuk helaas in stukken gezaagd, waarna de diverse fragmenten in de kunsthandel kwamen, en uiteindelijk in o.a. het belangrijke LWL-Museum für Kunst und Kultur te Münster en in de National Gallery te Londen belandden. Ook de kostbare kloosterbibliotheek werd in de vroege 19e eeuw geveild. In de 20e eeuw werden de restanten van het complex zorgvuldig gerestaureerd. Het hoofdgebouw werd in 1966 als museum ingericht en in 2004 uitgebreid.

### Overig
Archeologische vondsten uit de jaren 1997-2001 te Wadersloh hebben tot de conclusie geleid, dat in de Oude steentijd groepen neandertalers door dit gebied gezworven hebben. Ongeveer 900 artefacten worden aan hen toegeschreven.
De drie dorpen ontstonden in de middeleeuwen als nederzettingen van boeren in open plekken (Loh) in de bossen. Toen het eenmaal kerkdorpen waren geworden, vestigden zich , vooral rondom klooster Liesborn, ook handwerkslieden. Het gebied was van de middeleeuwen tot aan de Napoleontische tijd in het algemeen onderdeel van het Prinsbisdom Münster, hoewel de huidige gemeente politieke onrust ondervond door de ligging nabij de grens met  de Heerlijkheid Lippe, later het Graafschap Lippe en daarna het Vorstendom Lippe. In de 19e eeuw maakte Wadersloh deel uit van het Koninkrijk Pruisen, dat vanaf 1871 opging in het Duitse Keizerrijk.
Het gebied kende vanaf de 16e tot en met de eerste helft van de 19e eeuw weinig voorspoed. Oorlogen, pestepidemieën en misoogsten veroorzaakten keer op keer veel armoede en ellende. Eerst na 1898, toen Wadersloh een spoorwegaansluiting kreeg, volgde economisch herstel van betekenis. Een toenemend aantal dorpelingen vond werk in fabrieken in omliggende steden.

## Bezienswaardigheden
- Kreismuseum in de abdij Liesborn: belangrijk museum met o.a. religieuze kunst vanaf de middeleeuwen t/m de 20e eeuw. Van internationaal belang is de grote collectie crucifixen uit de periode 1100-2000, waaronder 20e-eeuwse werken binnen dit concept van de hand van Salvador Dalí, Marc Chagall en Joseph Beuys. Tot de collectie behoort een aan Pieter Paul Rubens toegeschreven schilderij Christus en Johannes de Doper als kinderen. Het museum bezit verder de voor een streekmuseum  kenmerkende objecten op het gebied van oude ambachten en dergelijke.
- De in 1894 voltooide, rooms-katholieke Margarethakerk, gebouwd in de stijl der neogotiek, heeft in het interieur enige interessante liturgische voorwerpen, deels afkomstig uit de drie eerdere kerkgebouwen op deze locatie.
- Het oude landhuis Rittergut Heerfeld, nabij het gehucht Göttingen en de Lippe, is rond 2015 gerestaureerd en wordt door een fraai klein park omgeven. Het is incidenteel, na aanvraag bij de bewoners, ook van binnen te bezichtigen.

## Partnergemeentes
- Marcillat-en-Combraille, Frankrijk
- Néris-les-Bains, Frankrijk
- Faulungen, Thüringen

## Belangrijke personen in relatie tot de gemeente
- Anton Bornefeld (* 20 juli 1898 in Wadersloh, † 14 maart 1980 in Liesborn), rooms-katholiek priester, in de nazi-tijd zielzorger en maatschappelijk werker onder uit Polen en Tsjechië afkomstige mijnwerkersgezinnen in het Ruhrgebied; omdat de nazi's deze mensen als Untermenschen vervolgden, werd ook Bornefeld vervolgd; hij overleefde  een gevangenschap in Concentratiekamp Dachau, en was na de oorlog weer pastoor. Poolse en Tsjechische rooms-katholieke organisaties verleenden hem na 1945 onderscheidingen.
- Rita Süssmuth (geb. 1937), politica, woonde als kind te Wadersloh

## Afbeeldingen

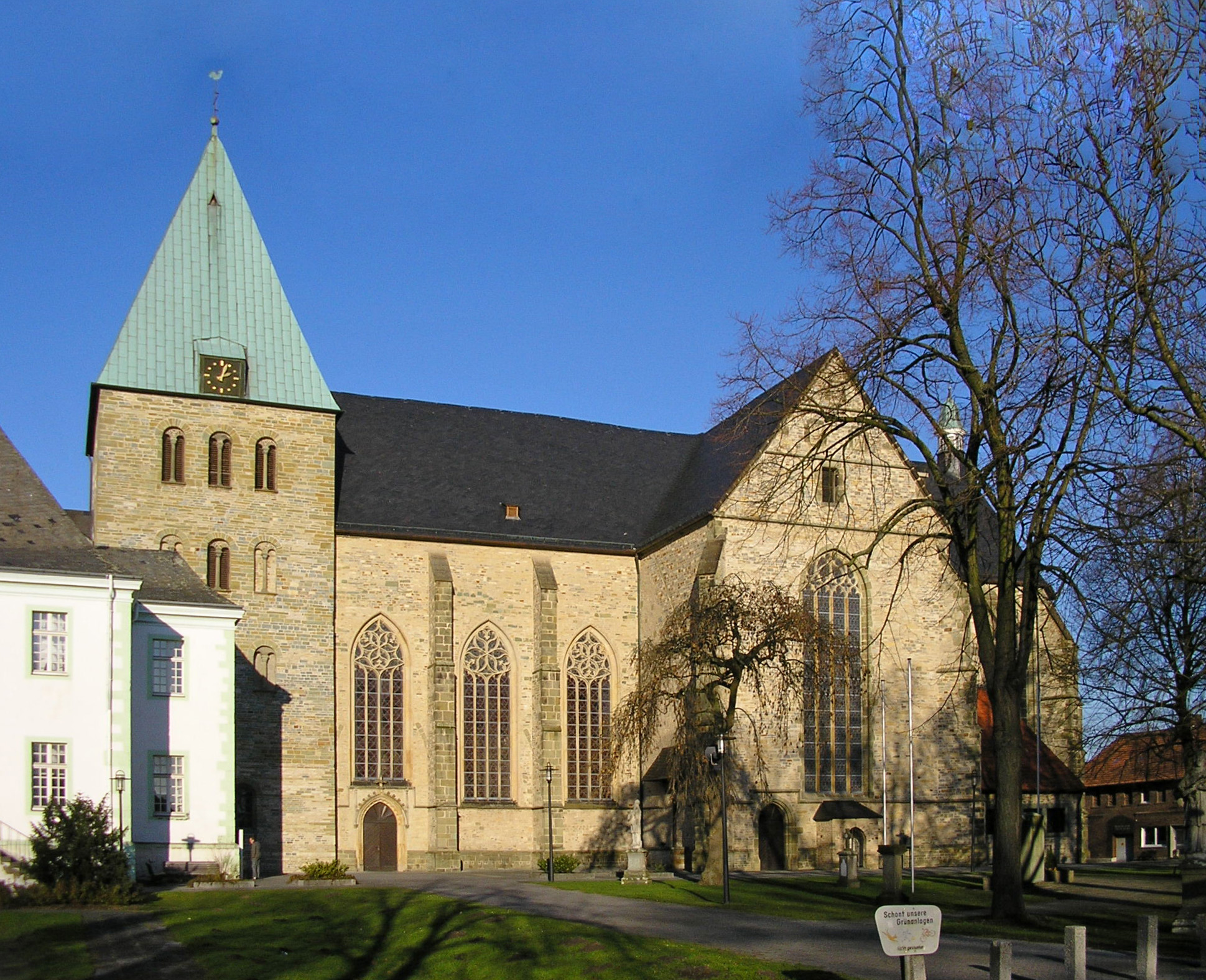
Kerk van klooster Liesborn
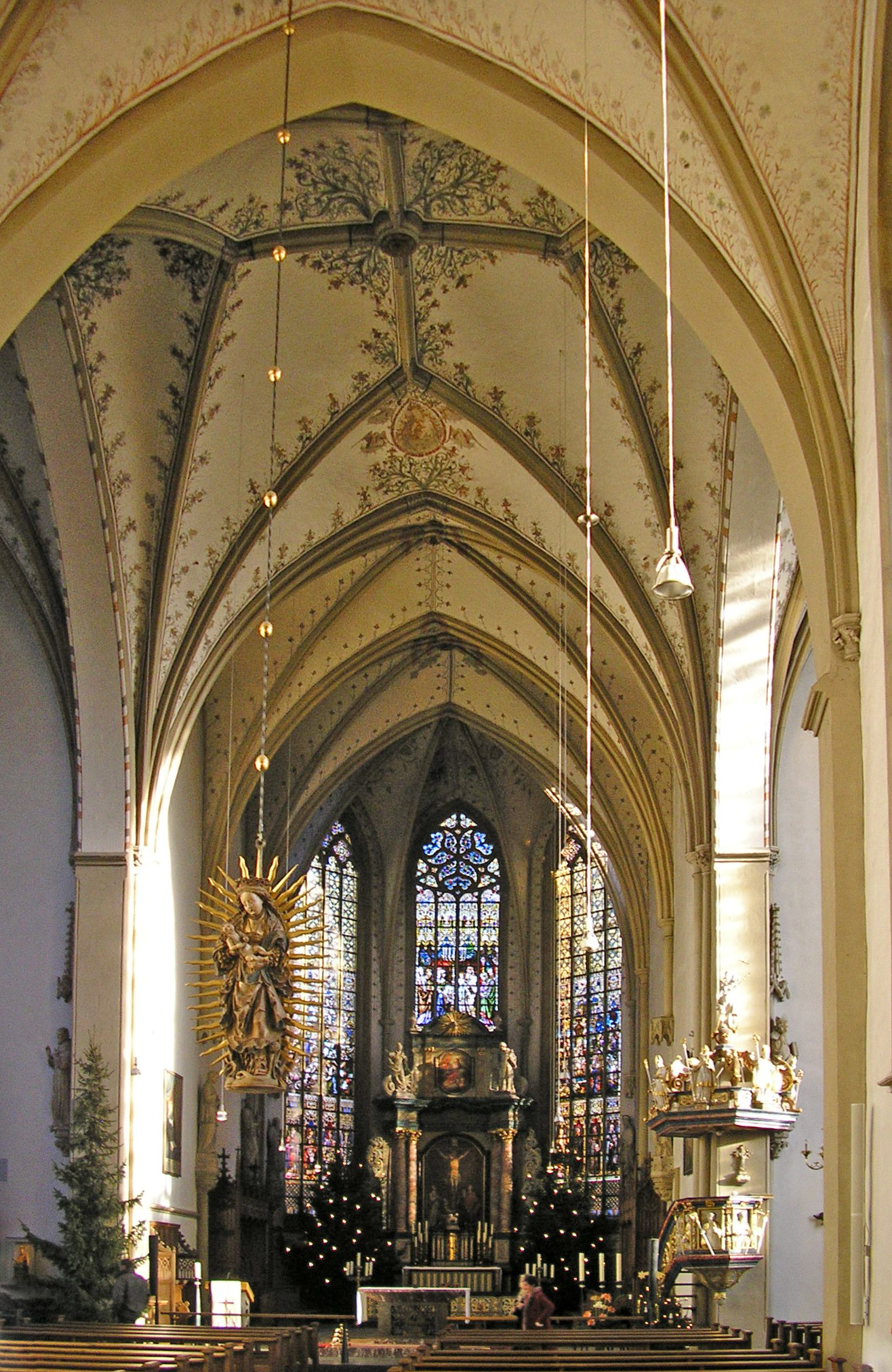
Interieur van deze kerk
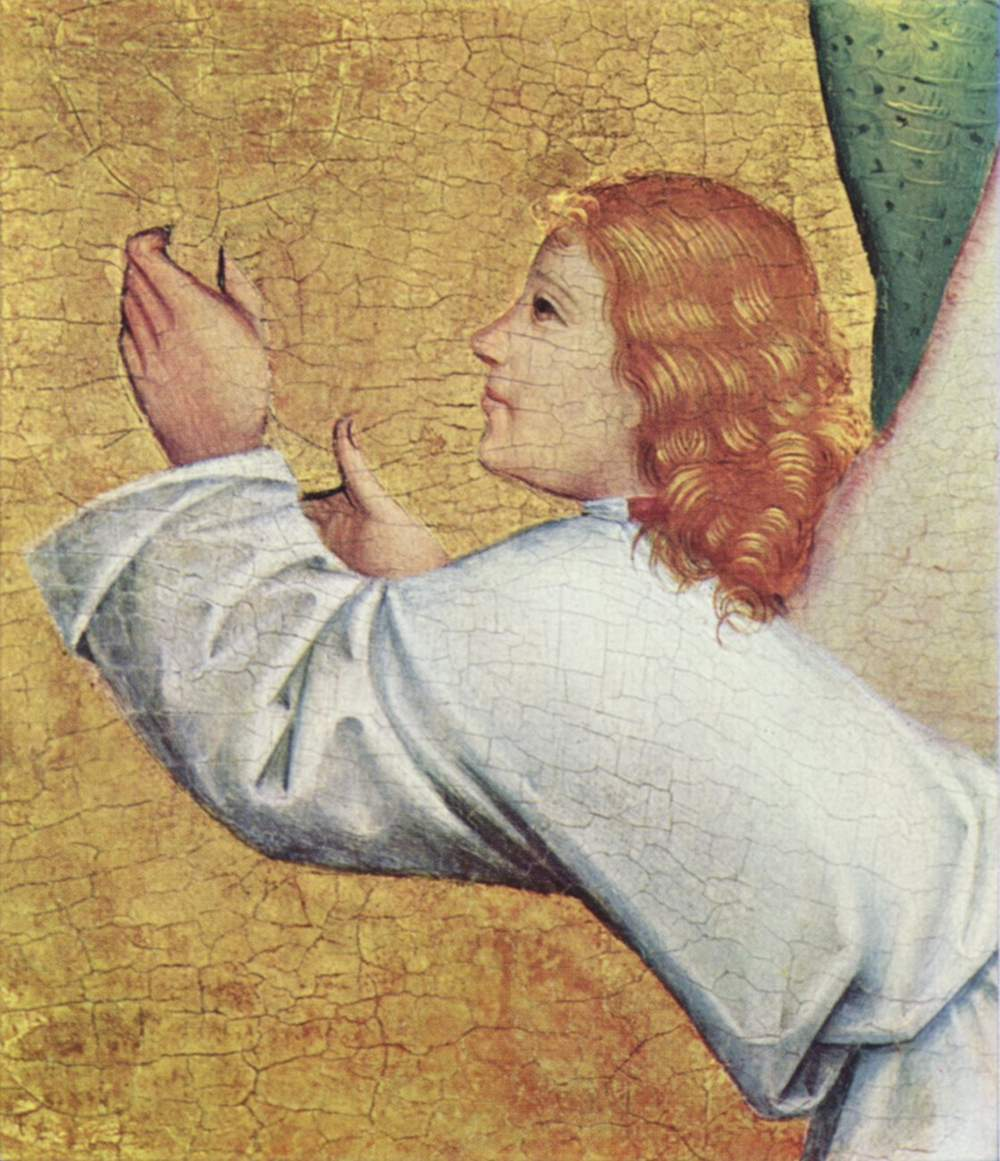
Fragment van het v.m. hoogaltaar in deze kerk [3](1)
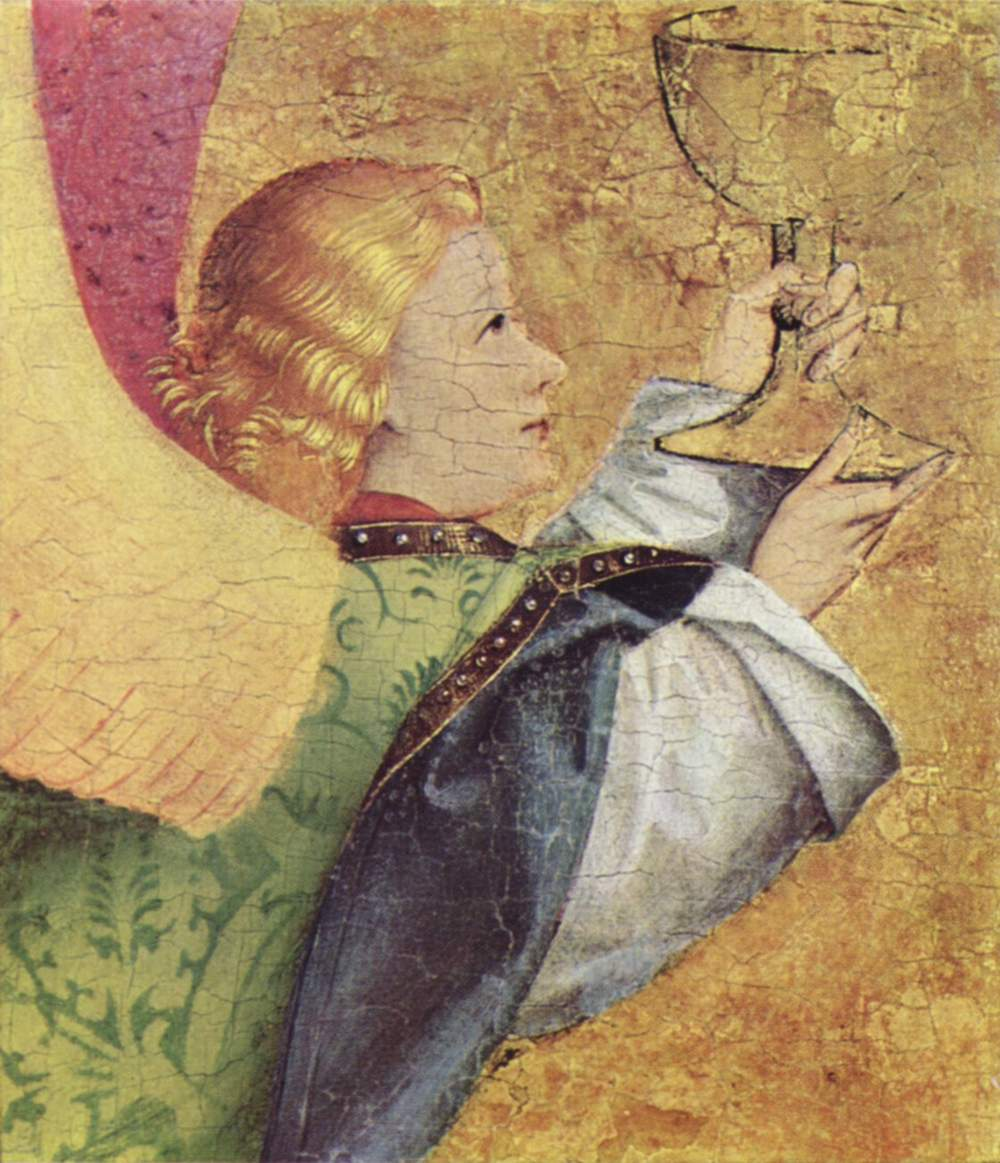
Fragment van het v.m. hoogaltaar in deze kerk (2)
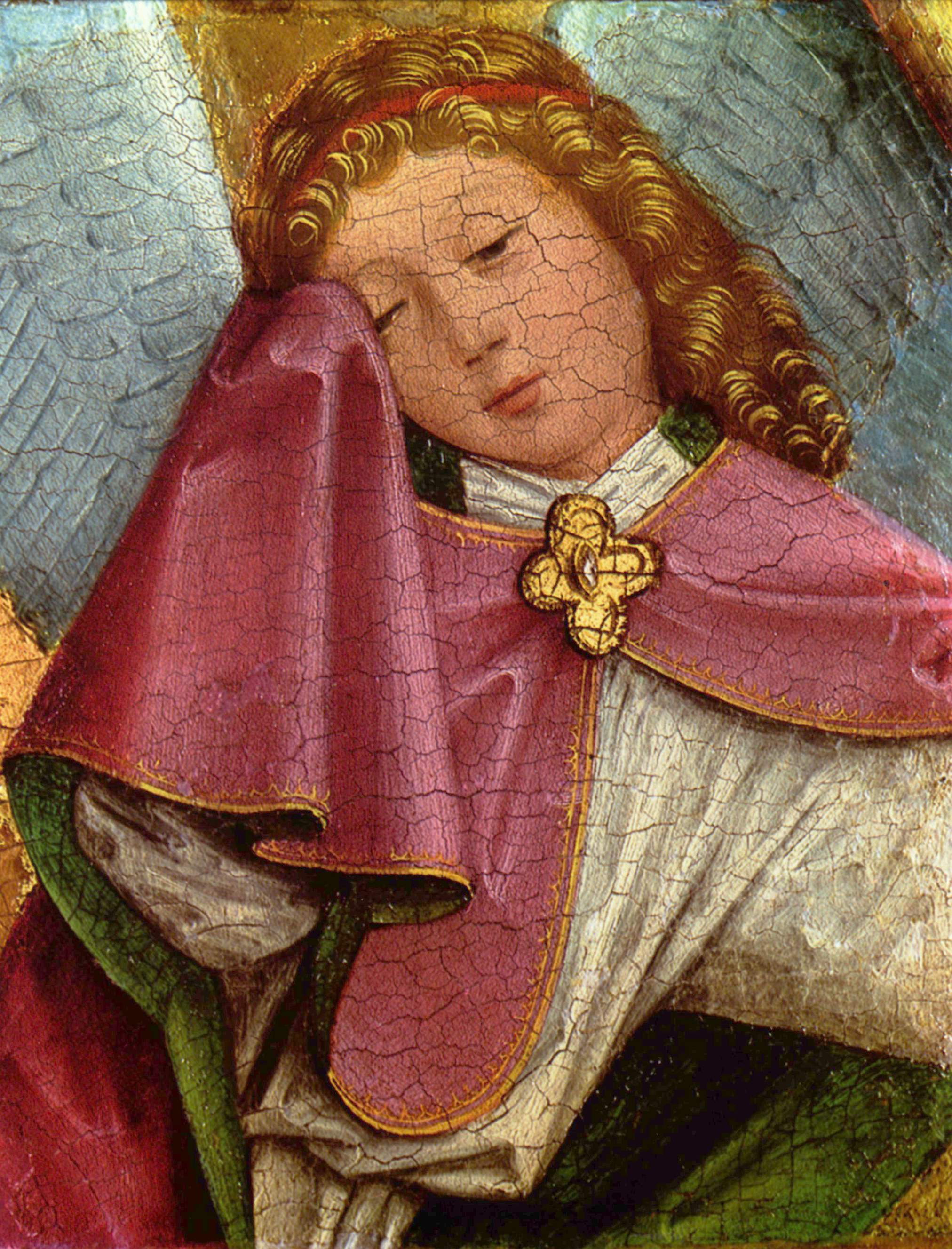
Fragment van het v.m. hoogaltaar in deze kerk (3)
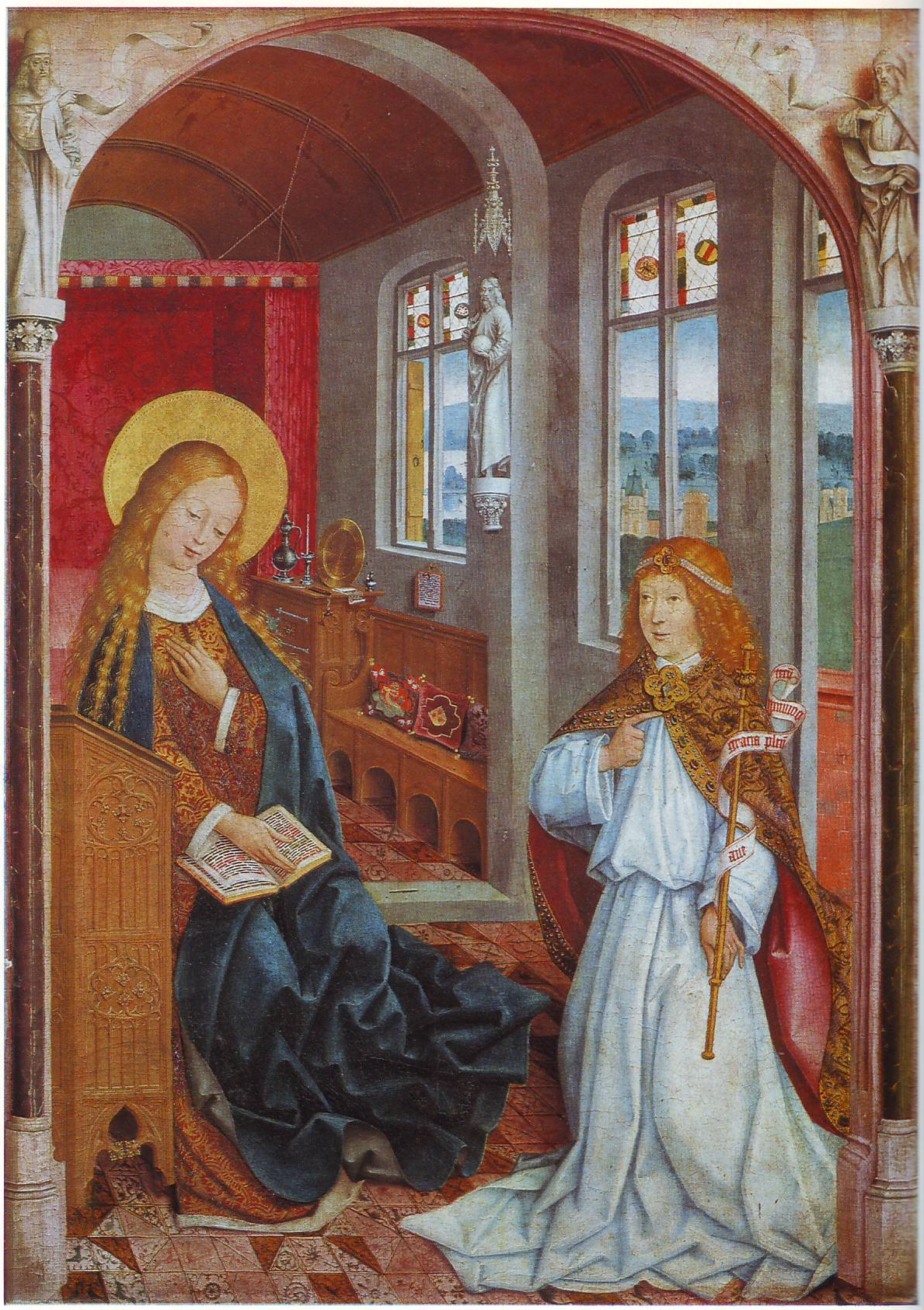
Fragment[4] van het v.m. hoogaltaar in deze kerk (4)
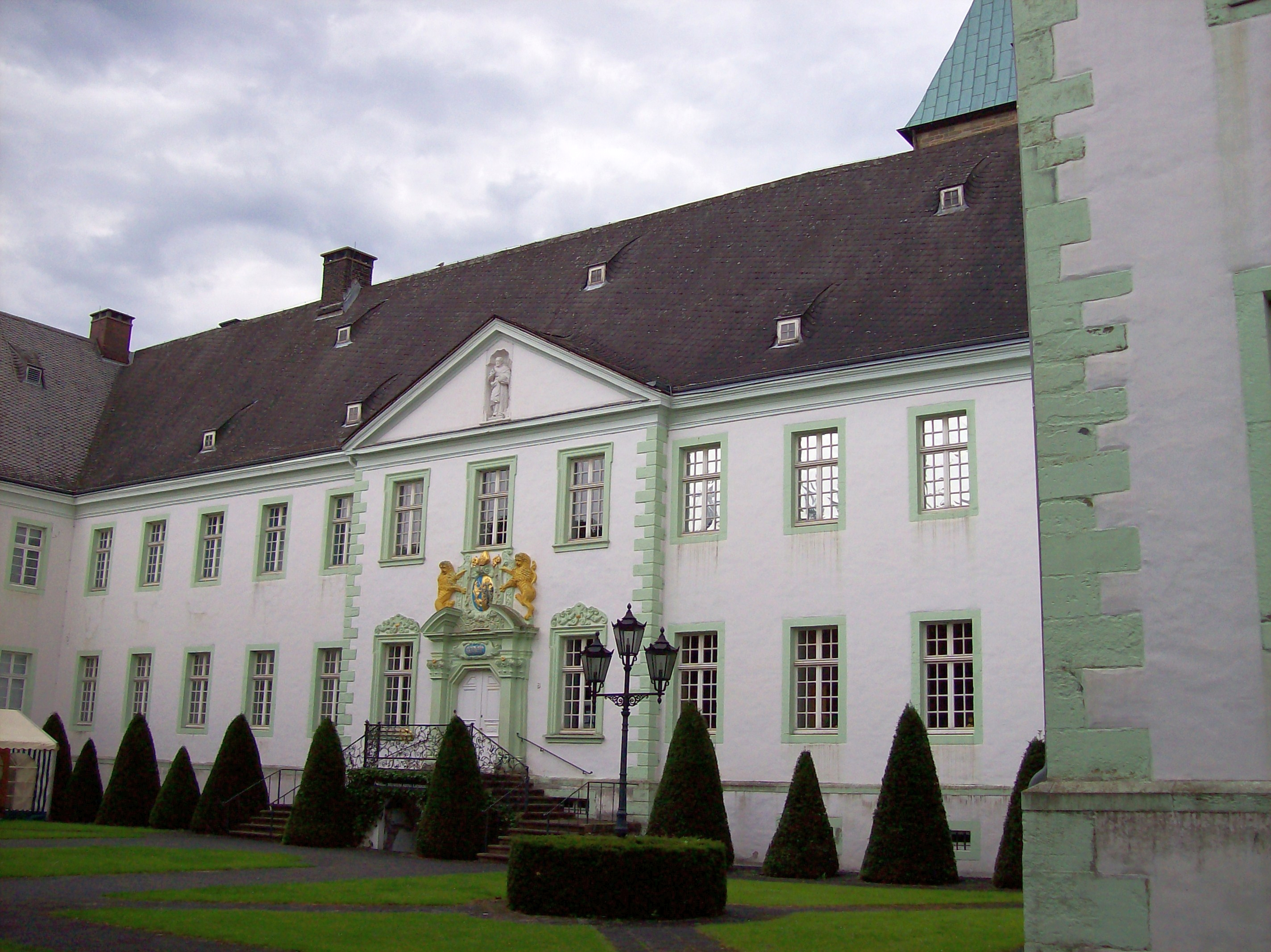
Abdijgebouwen Liesborn (1735)
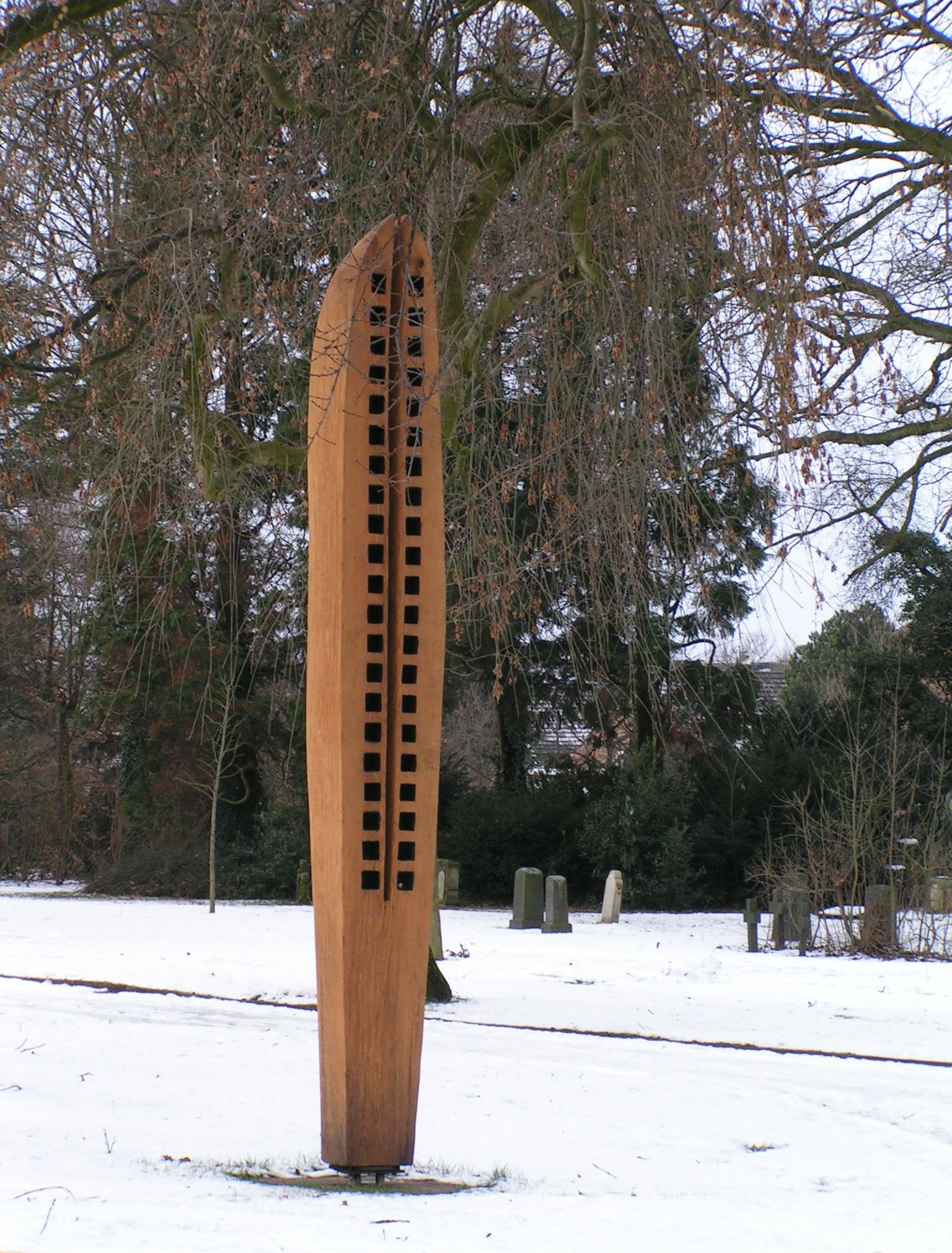
Houten sculptuur te Wadersloh (Gordon Brown)
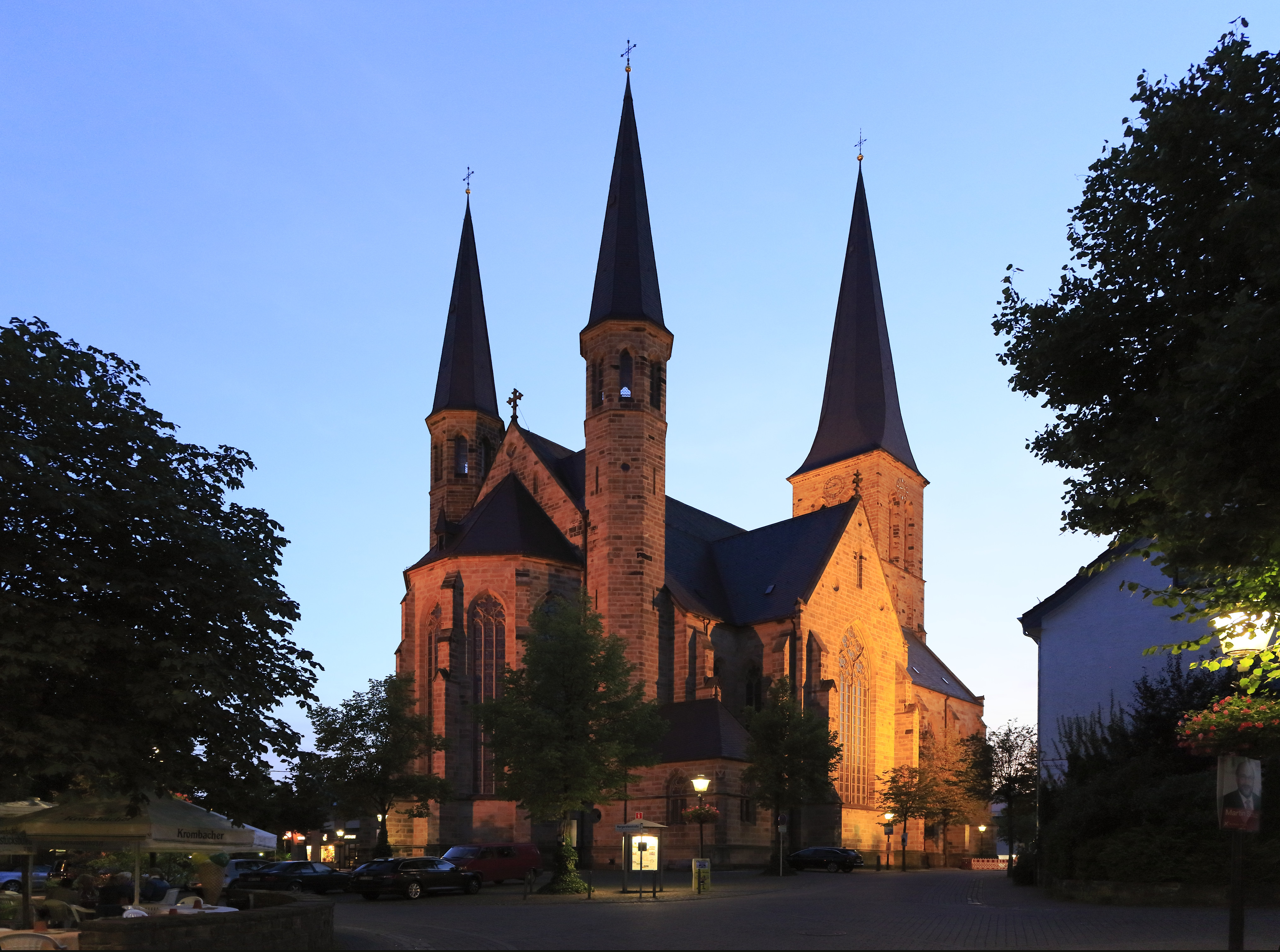
Wadersloh, R.K. Margarethakerk
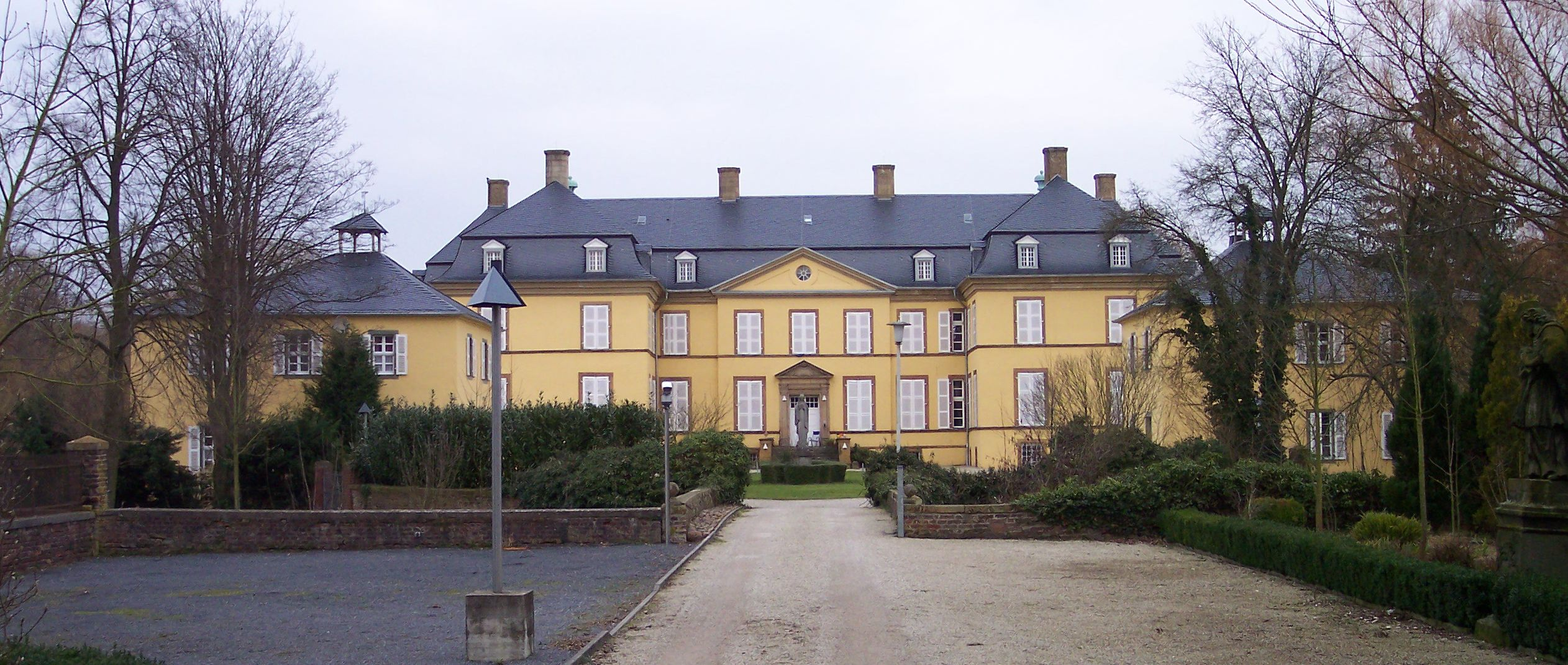
Diestedde, kasteel Crassenstein

Ahlen · Beckum · Beelen · Drensteinfurt · Ennigerloh · Everswinkel · Oelde · Ostbevern · Sassenberg · Sendenhorst · Telgte · Wadersloh · Warendorf